# Volutaria albicaulis
Volutaria albicaulis là một loài thực vật có hoa trong họ Cúc. Loài này được Deflers miêu tả khoa học đầu tiên năm 1896.